# Santa Maria inter Duo

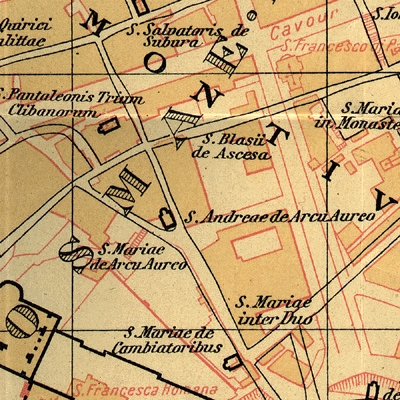
Mapa de 1927 mostrando a posição da antiga igreja.

Santa Maria inter Duo, conhecida também como Santa Maria inter Duas Vias, era uma igreja de Roma que ficava localizada perto do Coliseu, no rione Monti, perto da estação Coliseu do metrô da capital. Era dedicada a Nossa Senhora.

## História
Esta igreja tem este nome por que ficava "inter duas vias", ou seja, entre duas ruas, Vicus Cuprius e Compitum Acilii e sua origem é medieval, na região de Carinas. Ela aparece no Catalogo di Cencio Camerario, uma lista das igrejas de Roma compilada por Cencio Savelli em 1192, com o nome de Sce. Marie interduas e também no Catalogo Parigino (c. 1230) como S. Maria in Terdoa, no Catalogo di Torino (c. 1320) como Ecclesia sancte Marie inter duo e o Catalogo del Signorili (c. 1425) como Sce. Marie inter duas. Ela provavelmente foi demolida na segunda metade do século XV.